# Dolomedes scriptus
Dolomedes scriptus is een oeverspin en leeft in het midden van Noord-Amerika. Het vrouwelijke geslacht kan een spanwijdte van 6 centimeter krijgen. De spin is lichtbruin gekleurd en heeft nog lichter gekleurde strepen op zijn benen en een streep aan beide kanten van zijn lichaam.

## Haren
De spin leeft in en rond het water, maar gebruikt zijn haren om niet nat te worden. De lichaamsbeharing van de spinnen bestaat uit korte en lange haren die ook nog eens in allerlei diktes voorkomen, en die in diverse patronen verspreid over het lichaam zitten. Hierdoor zijn de haartjes waterafstotend geworden.